# Simone Barabino
Simone Barabino (Valpolcevera, v. 1585 - v. 1620) est un peintre italien du début du XVIIe siècle se rattachant au courant baroque de l'école génoise.

## Biographie
Simone Barabino fait son apprentissage auprès de Bernardo Castello, mais la qualité de ses œuvres provoque la jalousie du maître. Il se fâche avec celui-ci et part pour Milan.
Après avoir exécuté quelques œuvres dans la capitale lombarde, il abandonne la peinture pour le commerce d'œuvres d'art, sans succès, puis, incarcéré plusieurs fois pour dettes, il meurt dans la misère.

## Œuvres
- La Vergine col Bambino ed Angeli con in alto il Padre Eterno e in primo piano in basso due angeli, e il paesaggio di sfondo, sanctuaire della Madonna (Gênes, entre le Mura degli Angeli et la Val Polcevera),
- San Leonardo fa partorire una donna, oratoire dei Santi Giacomo e Leonardo (démoli)
- Spoliazione di Cristo della Raccolta Rizzi, Sestri Levante
- Ultima Cena con gli Apostoli, couvent franciscain Sant’Antonio Abate à Pegli Barrabino
- San Diego con l’olio della lampada sana un fanciullo, Basilica della Santissima Annunziata del Vastato

## Crédit d'auteurs
- (it) Cet article est partiellement ou en totalité issu de l’article de Wikipédia en italien intitulé « Simone Barabino » (voir la liste des auteurs).

- (en) Cet article est partiellement ou en totalité issu de l’article de Wikipédia en anglais intitulé « Simone Barabino » (voir la liste des auteurs).